# Tiétar (Cáceres)
Tiétar ist ein westspanischer Ort und eine Gemeinde (municipio) mit 854 Einwohnern (Stand: 2024) im Nordosten der Provinz Cáceres in der Autonomen Gemeinschaft Extremadura. Der Ort entstand erst im Jahr 2013 durch Abspaltung von der Gemeinde Talayuela.

## Lage und Klima
Der Ort Tiétar liegt ca. 3 km südlich des Río Tiétar nahe der Grenze zur neukastilischen Provinz Toledo in einer Höhe von ca. 275 m. Die zentralspanische Gebirgskette der Sierra de Gredos mit dem ca. 2590 m hohen Pico Almanzor ist nur etwa 15 bis 20 km (Luftlinie) in nördlicher Richtung entfernt. Im Sommer ist das Klima meist trocken und warm.

## Bevölkerungsentwicklung
| Jahr      | 1857 | 1900 | 1950 | 2014 | 2021 |
| Einwohner | --   | --   | --   | 942  | 878  |

## Wirtschaft
Die Wirtschaft der Gemeinde Tiétar basiert hauptsächlich auf der Landwirtschaft (Ackerbau und Viehzucht); ein typisches Produkt der Region ist Tabak.

## Geschichte

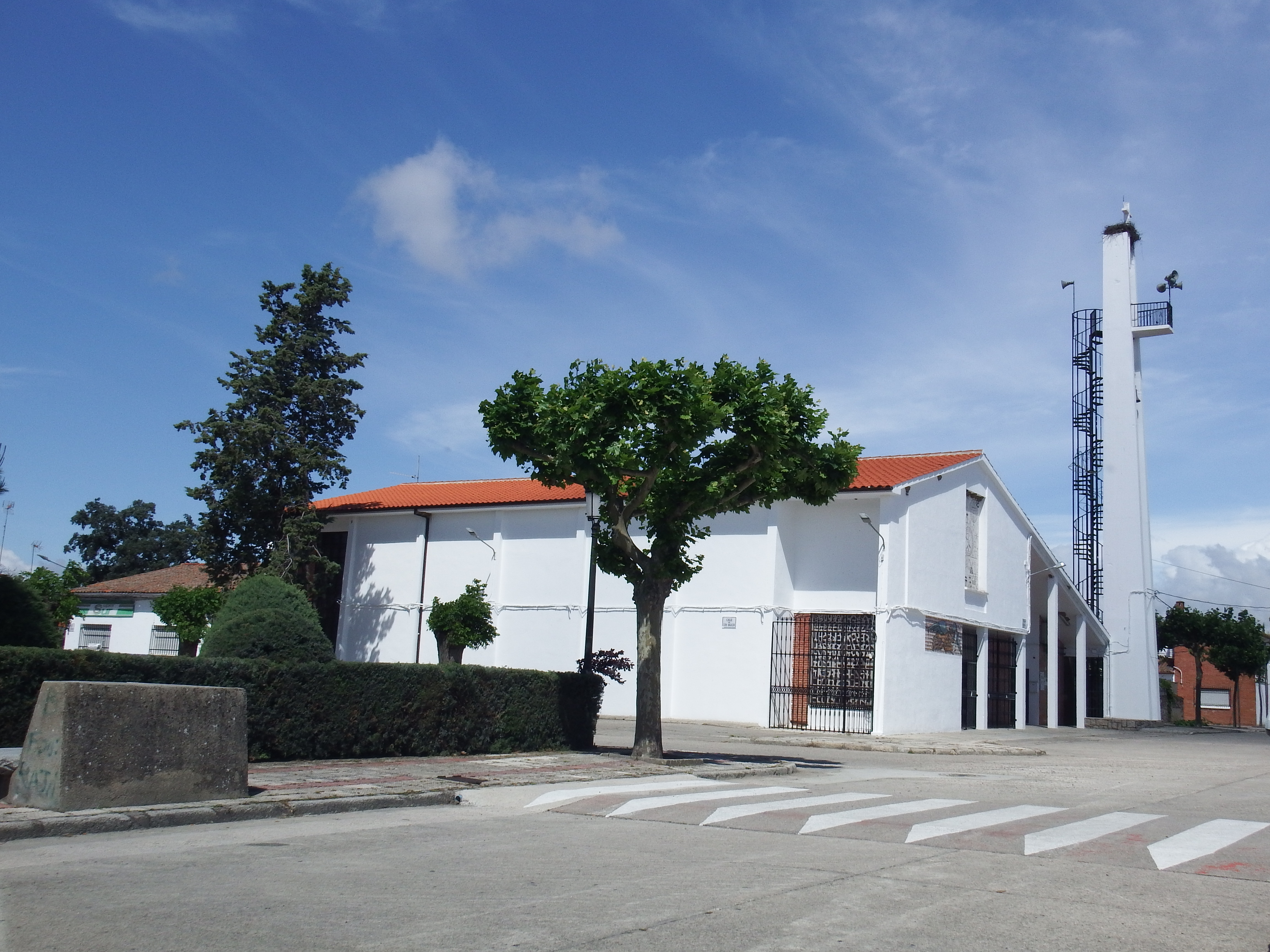
Tiétar – Iglesia San José Obrero

Die Ortschaft Tiétar wurde im Jahr 1960 während der Franco-Zeit unter dem Namen Tiétar del Caudillo als „Kolonie“ gegründet. Sie gehörte zur Gemeinde Talayuela, von der sie sich ca. nach 50 Jahren loslöste.

## Sehenswürdigkeiten
Der Ort mit seinem rechtwinkligen Straßennetz besitzt keine Sehenswürdigkeiten von historischer oder kultureller Bedeutung. Die im Jahr 1963 eingeweihte Pfarrkirche steht unter dem Patrozinium des hl. Josef (San José Obrero).